# Ctenomys emilianus
Ctenomys emilianus là một loài động vật có vú trong họ Ctenomyidae, bộ Gặm nhấm. Loài này được Thomas & St. Leger mô tả năm 1926.